# Intercolúnio

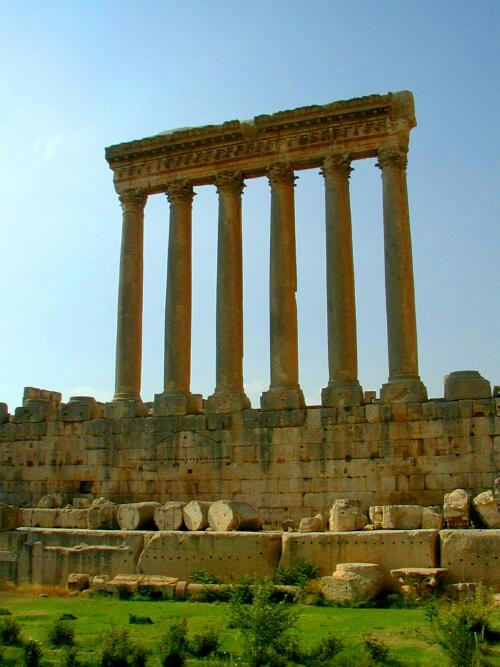
Antiga colunata em Baalbek.

Intercolúnio, também designado por entrecolúnio, entrepano e entrepilastra, em arquitetura refere-se ao espaço entre duas colunas consecutivas. Trata-se do vão entre duas colunas adjacentes, numa colunata, comumente medido entre as superfícies das partes inferiores do fuste. Na arquitetura clássica era medido pela sua correspondência ao diâmetro da coluna. O termo estende-se para o pedaço de parede compreendido entre duas semicolunas ou entre duas pilastras.  Na arquitetura clássica, renascentista e barroca, o intercolúnio foi determinado por um sistema desenvolvido pelo arquiteto romano do século I, Vitrúvio. Vitrúvio compilou padrões de intercolúnios para três ordens gregas clássicas, expresso em termos do diâmetro da coluna, duas vezes o módulo vitruviano, alertando para o facto que que colocado um espaçamento igual ou superior a três vezes o diâmetro da coluna, as arquitraves de pedra estão sujeitas a quebrar. Vitrúvio estabeleceu cinco unidades de medida para os intercolúnios, definindo-o num sistema de espaçamento entre as colunas que determina o estilo: picnostilo, 1 1/2 diâmetro; sistilo, 2 diâmetros; eustilo, 2 1/4 diâmetros; diastilo, 3 diâmetros e areostilo, 4 diâmetros.
Embora as cinco proporções normativas tenham prevalecido, variações na prática atual ocorrem com frequência sobre este princípio. Na arquitetura japonesa, os intercolúnios são definidos através de uma unidade padão, o ken, que é dividido em 20 partes, cada qual determina um período do espaço; cada parte é subdividida em 22 secções.